# Gerhard Neumann (Ingenieur)
Gerhard Neumann (* 8. Oktober 1917 in Frankfurt (Oder); † 2. November 1997 in Swampscott, Massachusetts) war ein deutsch-amerikanischer Maschinenbauingenieur jüdischer Herkunft und einer der Erfinder des modernen Strahltriebwerks.

## Leben

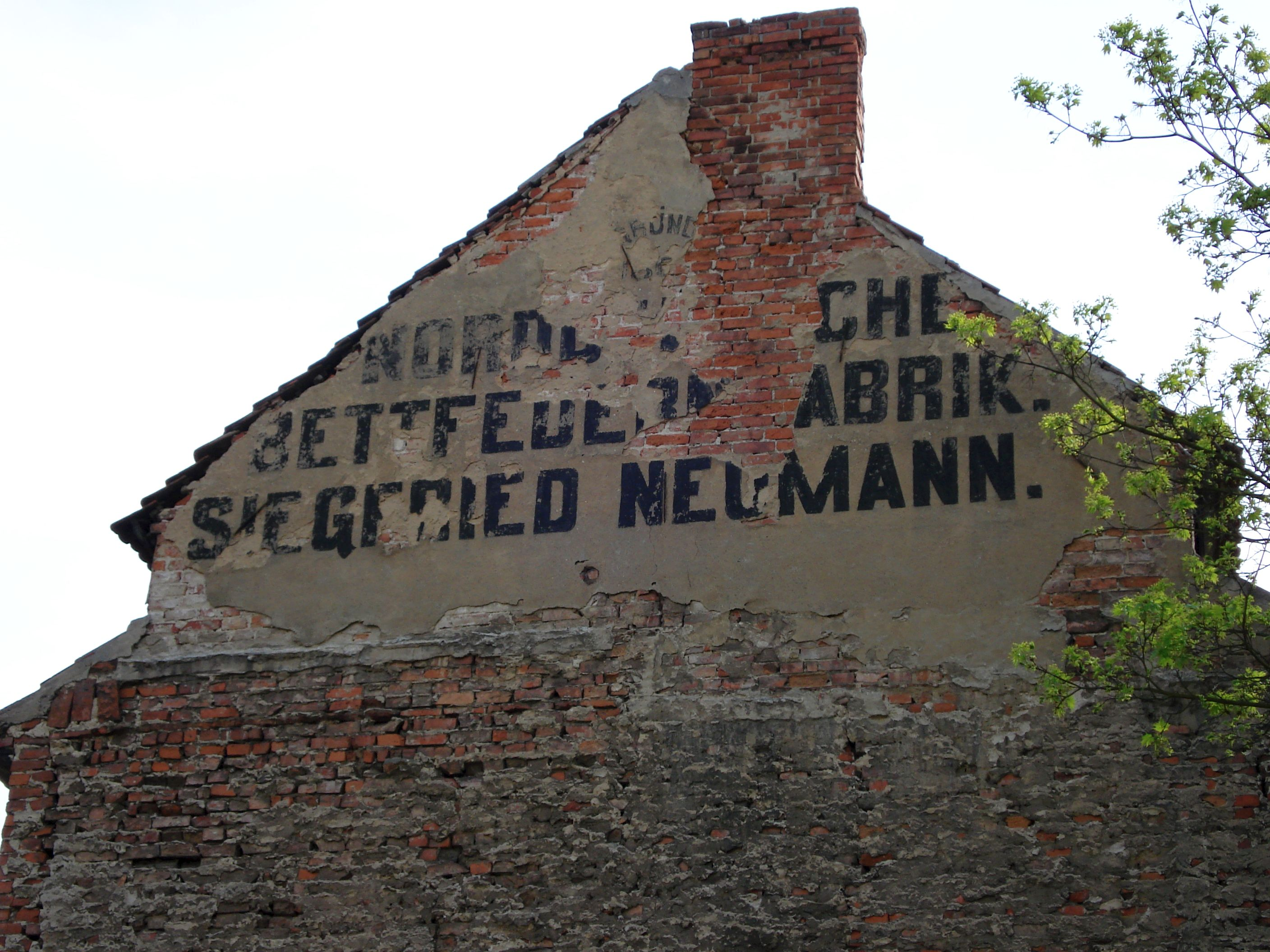
Gerhards Vater Siegfried Neumann war Inhaber der Norddeutschen Bettfedernfabrik in Frankfurt (Oder).

Gerhard Neumann war der Sohn des Bettfedernfabrikanten Siegfried Neumann, einem der erfolgreichen jüdischen Unternehmer der Stadt. Mit seiner Frau Frieda hatte er drei Kinder. Die Familie praktizierte den jüdischen Glauben nicht, und die Kinder wurden streng preußisch erzogen. Die Neumanns verstanden sich als deutsche Patrioten; der Vater Siegfried hatte im Ersten Weltkrieg das Eiserne Kreuz erster Klasse erhalten.
Gerhard besuchte ab 1927 das Friedrichsgymnasium in Frankfurt (Oder). Nach dem Studium an der Ingenieurschule Mittweida von 1936 bis 1938 verließ er Deutschland und ging im Dezember 1939 nach China. Dort wurde er 1941 Angehöriger eines Freiwilligencorps, aus dem 1942 die Flying Tigers entstanden. In dieser Zeit erhielt er seinen Spitznamen Herman the German (Hermann der Deutsche).
Am 25. Juni 1946 erhielt er die US-Staatsbürgerschaft und begann eine Tätigkeit bei der Douglas Aircraft Company. Im Oktober 1946 heiratete er in Los Angeles seine Frau Clarice. Im Januar 1947 nahm er eine Stelle als Ingenieur bei der China National Relief and Rehabilitation Administration (CNRRA) Air Transport in Shanghai an, bevor er im März 1948 einen Posten in den USA bei der General Electric Aircraft Gas Turbine Division in Lynn (Massachusetts) übernahm. Die GE Aircraft Turbine Division wurde 1950 nach Evendale (Ohio) verlegt, und Neumann widmete sich dort ab 1952 dem General Electric X39, einem kernreaktorgetriebenen Strahltriebwerk, welches allerdings das Prototypenstadium nie verließ.
Im Anschluss war er Entwicklungsleiter des General-Electric-J79-Strahltriebwerks. Als sich dieses Triebwerk als großer Erfolg erwies, wurde Neumann der gesamte Geschäftsbereich Strahltriebwerke von General Electric unterstellt. 1958 erhielt er die Collier Trophy. Drei Jahre später, im März 1961, wurde er Geschäftsführer der Sparte Flugantriebe und 1963 schließlich Vize-Präsident von General Electric. Er behielt diesen Posten bis zum 1. Januar 1980. Neumann war Inhaber von acht Patenten.
Der verstellbare Verdichter des J79 bildete zusammen mit Brennkammern und Turbinenstufe das sogenannte Kerntriebwerk „Core“, das für ganze Generationen von GE-Strahltriebwerksfamilien die Basis wurde. Auch große Mantelstromtriebwerke wie das CF6 haben gut erkennbar die verstellbaren Verdichter des J79.
Gerhard Neumann starb 1997 an Leukämie.

## Arbeitsphilosophie
Als Neumann bei GE in die Entwicklungsabteilung eintrat, wunderte er sich über – seiner Meinung nach – umständliche, kostenintensive und langwierige Zwischenschritte in der Entwicklung des Verdichters. Neumann wird aus dieser Zeit mit dem Satz zitiert: „Do it right first time!“ (sinngemäß: „Mach es gleich am Anfang richtig!“) Diese kompromisslose Einstellung zur Qualität wurde die Grundlage seines Aufstiegs bei GE.

## Auszeichnungen
Gerhard Neumann erhielt für sein Lebenswerk zahlreiche Auszeichnungen, so die Goddard Gold Medal (1970), den Daniel-Guggenheim-Medaille (1979) und die Otto-Lilienthal-Medaille (1995).
Außerdem wurde er 1986 in die National Aviation Hall of Fame aufgenommen. 1987 wurde er mit der Ehrendoktorwürde ausgezeichnet.
Im bayerischen Niederalteich ist das lokale Luftfahrtmuseum ihm zu Ehren Gerhard Neumann Museum benannt. Es zeigt die Entwicklung des Deutschen und Europäischen Flugzeugbaus von 1960 bis zur Gegenwart. Gerhard Neumann besuchte zusammen mit seiner Frau Clarice am 21. Januar 1997 das Museum.
Das Haus 5 der Hochschule Mittweida trägt ihm zu Ehren den Namen Gerhard-Neumann-Bau. Seit 2008 vergibt die Hochschule Mittweida den Gerhard-Neumann-Preis und das Gerhard-Neumann-Stipendium.

## Einzelbelege
1. ↑  Frankfurt (Oder) – Hart an der Grenze: Gerhard Neumann aka "Herman the German"
2. ↑  Bernd Herrmann und Fred Pilarski: Der Düsenjet-Erfinder, rbb-online (Abgerufen am 13. September 2015).
3. ↑  Jüdische Geschichte vor Ort. Ein virtueller Stadtspaziergang durch Frankfurt (Oder) und Słubice, Dorothee Ahlers:  Jüdische Unternehmer in der Zwischenkriegszeit – Bettfedernfabrik Neumann (Memento vom 25. Dezember 2015 im Internet Archive).

| Personendaten    | Personendaten                                |
| ---------------- | -------------------------------------------- |
| NAME             | Neumann, Gerhard                             |
| KURZBESCHREIBUNG | deutscher Maschinenbauingenieur und Erfinder |
| GEBURTSDATUM     | 8. Oktober 1917                              |
| GEBURTSORT       | Frankfurt (Oder)                             |
| STERBEDATUM      | 2. November 1997                             |
| STERBEORT        | Swampscott, Massachusetts                    |